# James W. Riddleberger

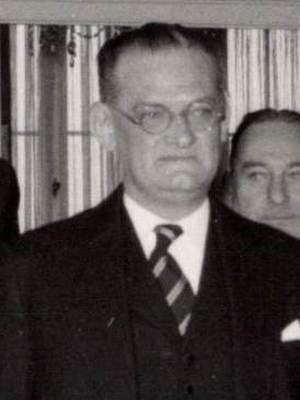
James W. Riddleberger

James Williams Riddleberger (* 21. September 1904 in Washington, D.C.; † 17. Oktober 1982 in Woodstock, Virginia) war ein US-amerikanischer Diplomat, der sich insbesondere während des Zweiten Weltkrieges sowie der Nachkriegszeit mit den Beziehungen zwischen Deutschland und den Vereinigten Staaten befasste. Am 24. Juni 1960 wurde ihm der Titel Career Ambassador verliehen und zuletzt war er zwischen 1962 und 1967 Botschafter der Vereinigten Staaten in Österreich.

## Leben

### Studien, Eintritt in den diplomatischen Dienst und Deutschland-Experte
James Williams Riddleberger, Sohn von Frank Belew Riddleberger und dessen Ehefrau Annie Williams Riddleberger, begann nach dem Schulbesuch zunächst ein grundständiges Studium am Randolph-Macon College, das er 1924 mit einem Bachelor of Arts (B.A.) beendete. Ein darauf folgendes postgraduales Studium für den Auswärtigen Dienst an der Georgetown University schloss er 1926 mit einem Master of Arts (M.A. Foreign Service) ab. Danach blieb er an der Georgetown University, an der er zwischen 1926 und 1929 als Assistant Professor das Fach Internationale Beziehungen unterrichtete. Daneben absolvierte er zwischen 1926 und 1927 noch einen Studienjahr an der American University.
Danach trat Riddleberger in den Dienst des US-Außenministeriums und war von 1930 bis 1936 Vizekonsul in Genf. Im Anschluss wechselte er an die Botschaft in Deutschland, an der er zwischen 1936 und 1937 zunächst Dritter Sekretär sowie von 1937 bis 1941 Zweiter Sekretär war. Danach war er von 1942 bis 1943 Mitarbeiter der Behörde für wirtschaftliche Kriegsführung (Board of Economic Warfare) sowie zugleich Zweiter Sekretär und Konsul an der Botschaft im Vereinigten Königreich. Im Anschluss war er von 1944 bis 1947 Leiter des Referats für Mitteleuropa-Angelegenheiten im Außenministerium.
Riddleberger kehrte 1947 nach Deutschland zurück und war anfangs zwischen 1947 und 1949 Botschaftsrat beim Militärgouverneur der US-amerikanischen Besatzungszone und 1949 noch kurzzeitig Botschaftsrat beim Hohen Kommissar bei der Alliierten Hohen Kommission in Deutschland in Bonn, John Jay McCloy. Danach blieb er in Deutschland und war zwischen 1949 und 1952 Direktor für politische Angelegenheiten in Frankfurt am Main. Nach seiner Rückkehr wurde er am 14. Mai 1952 als Nachfolger von Henry A. Byroade im Range eines Assistant Secretary of State Leiter der damals noch eigenständigen Unterabteilung Deutschland-Angelegenheiten im Außenministerium und bekleidete diesen Posten bis zu dessen Auflösung am 2. November 1953.

### Botschafter in Jugoslawien, Griechenland und Österreich
Daraufhin wurde James W. Riddleberger am 31. Juli 1953 zum Botschafter der Vereinigten Staaten in der Sozialistischen Föderativen Republik Jugoslawien (SFRJ) ernannt, wo er am 16. November 1953 als Nachfolger von George V. Allen sein Akkreditierungsschreiben  übergab. Er verblieb auf diesem Posten bis zum 11. Januar 1958, woraufhin Karl Rankin seine Nachfolge antrat. Während dieser Zeit wurde er während einer Sitzungspause des US-Senats wurde er am 15. Oktober 1956 zum Leiter der Unterabteilung Europa-Angelegenheiten Assistant Secretary of State for European Affairs des Außenministeriums ernannt; allerdings wurde diese Ernennung vom Senat zurückgewiesen. Auch seine Berufung zum Botschafter in Griechenland am 10. Dezember 1957 in einer Sitzungspause des Senats wurde nicht umgesetzt. Er wurde allerdings am 5. Februar 1958 erneut zum Botschafter der Vereinigten Staaten in Griechenland ernannt und übergab dort am 4. März 1958 als erneuter Nachfolger von George V. Allen sein Beglaubigungsschreiben. Er wurde am 20. Mai 1959 von diesem Posten abberufen und von Ellis O. Briggs abgelöst.
Nach seiner Rückkehr wurde Riddleberger am 9. März 1959 Nachfolger von James Hopkins Smith, Jr. zum Direktor der Verwaltungsbehörde für internationale Zusammenarbeit (International Cooperation Administration) und bekleidete den Posten bis zur Auflösung dieser Behörde am 22. Februar 1961, aus der dann am 3. November 1961 die Agentur für internationale Entwicklung USAID US Agency for International Development entstand. Am 24. Juni 1960 wurde ihm der am 5. August 1955 durch ein Zusatzgesetz des US-Kongresses zum Gesetz für Auswärtige Angelegenheiten (Foreign Service act of 1946) geschaffene Titel eines Career Ambassador verliehen. Zuletzt wurde er am 23. Oktober 1962 zum Botschafter der Vereinigten Staaten in Österreich ernannt und überreichte dort am 12. Dezember 1962 das Akkreditierungsschreiben als Nachfolger von H. Freeman Matthews. Er verblieb in dieser Verwendung bis zu seinem Ausscheiden aus dem diplomatischen Dienst am 10. Mai 1967 und wurde daraufhin von Douglas MacArthur II abgelöst.
Aus seiner Ehe mit Amelia Otken Riddleberger ging die Tochter Antonia Riddleberger hervor. Diese war mit dem Diplomaten Monteagle Stearns verheiratet, der Botschafter der Vereinigten Staaten in der Elfenbeinküste sowie ebenfalls Botschafter in Griechenland war. Nach seinem Tode wurde Riddleberger auf dem Massanutten Cemetery in Woodstock bestattet.